# 夜のステレオ (AM2波)
夜のステレオ（よるのステレオ）は、NHKで1961年4月7日 - 1965年4月3日に放送された、AM2波を使ったステレオによるレギュラー・ラジオ番組である。

## 概要
1952年12月、NHKはラジオ第1を左チャンネル、ラジオ第2を右チャンネルとしたモノラル音声2波を使ったステレオ放送を開始（当時は「立体放送」と呼んでいた）。以後、この形式による放送を随時行い、1954年11月13日には、これを定時番組化させた日本初のステレオによるレギュラー番組「立体音楽堂」がスタートする。
この番組の開始した頃から、欧米のレコード会社によるステレオ録音が開始されたり、テープによるステレオ録音再生機やステレオ・テープ・ソフトも発売されるようになった。しかし、テープによる録音再生機やソフトは、当時の日本の一般庶民にとっては余りにも高価だったため、一般的には余り普及しなかった。
その後1958年8月1日になると、日本でもステレオ・レコードが発売され始め、それを再生するステレオ・セットも売れて行く様になり、それにはAM2波ステレオの受信機能も付いているのが多く、更には同じ頃から、東京・大阪等の大都市に於いては、民放AM2局による同様のステレオ放送もレギュラー番組として始まる様になるなど、一般的に立体放送に関する関心も高まったこともあり、NHKは「立体音楽堂」の他に、主に軽音楽(ポピュラー音楽)を扱う新たなAM2波によるステレオ番組を当番組を編成することになった。
しかしこの番組も、高音質でモノラル放送との両立性を持つ1波によるFMステレオ放送が1964年末頃にはNHKの全国の放送局で行われる様になったため、この番組も1965年4月3日の最終回を以って終了し、これで、1952年12月から12年余りに渡るNHKのAM2波ステレオ放送の歴史に終止符を打つこととなった。

## 放送時間
- 1961年4月7日（番組開始） - 1962年3月30日：毎週金曜 20:30 - 20:59（29分）[1]
- 1962年4月8日 - 1963年3月31日：毎週日曜 23:05 - 23:35（30分）[2]
- 1963年4月7日 - 1964年3月29日：毎週日曜 21:30 - 21:59（29分）[3]
- 1964年4月4日 - 1965年4月3日（最終回）：毎週土曜 21:30 - 21:59（29分）[4]

## 放送内容
以下の記述は、NHK年鑑(1962年 No.2、1963～5年)に記載されている、当番組の項目を基にしたものである。(参照文献の詳細は、各脚注を参照のこと)
- 1961年度(1961年4月7日 - 1962年3月30日)
  - 以前ラジオ第1にて放送されていた番組「輝くステージ」に代わり、軽音楽を主にしたステレオによる夜間番組として登場。放送内容の一部として、コーラスとオーケストラによる「ロシア民謡集」、「日本映画音楽集」等が列挙されている。[1]

- 1962年度(1962年4月8日 - 1963年3月31日)
  - 毎月第2週は、ステレオ・レコード(アナログ盤)を放送し、その他の週は、ジャズ、歌、管弦楽、ラテン・アメリカ音楽の4種類を主に取り上げた。[2]

- 1963年年度(1963年4月7日 - 1964年3月29日)
  - この年度は、毎月第1週をラテン・アメリカ音楽、第2週を管弦楽、第3週を歌、第4週をジャズに大別し、第5週がある月は、特集的に邦楽又は構成番組を制作。又、この年度は、文芸作品を4回放送した。[3]

- 1964年年度(1964年4月4日 - 1965年4月3日)
  - この年度は、毎月第1週がジャズ又はラテン音楽、第2週がクラシックの名曲、第3週がヴォーカル・パレード、第4週が構成音楽、そして第5週がある月は邦楽名曲選という構成。又、年4回、文芸作品(「風の又三郎」、「かしの木のうた」等)も放送した。[4]

## 主な出演者
- 歌:ペギー葉山[2][3][4]、フランク永井[2]、アイ・ジョージ[3]、武井義明[4]
- コーラス:ダーク・ダックス[2]、東京混声合唱団[2][3][4]
- 演奏:原信夫とシャープス・アンド・フラッツ[2][3][4]、見砂直照と東京キューバン・ボーイズ[2][3]